# Martin O'Neill
M.B.E. Martin Hugh Michael O'Neill, noto semplicemente come Martin O'Neill (Kilrea, 1º marzo 1952), è un ex calciatore e allenatore di calcio nordirlandese, di ruolo centrocampista.

## Carriera

### Calciatore
O'Neill iniziò la sua carriera da calciatore nel Distillery, per poi trasferirsi nel Nottingham Forest, dove ha giocato per dieci anni, dal 1971 al 1981. Nella sua permanenza nel Forest ha disputato 285 partite, mettendo a segno 48 reti e vincendo un campionato inglese, due coppa di lega inglesi, un Charity Shield, due coppe dei campioni e una supercoppa europea.
Nel 1981 si trasferì al Norwich City. Nella stessa stagione passò al Manchester City, per poi tornare nuovamente al Norwich.
Con la nazionale nordirlandese ha collezionato 64 presenze e 8 reti, partecipando anche al campionato del mondo 1982 in Spagna.
La sua ultima squadra è stata il Notts County, dove ha concluso la carriera nel 1985 a causa di un infortunio al ginocchio.

### Allenatore
Il 4 gennaio 1990 si trasferì al Wycombe Wanderers, la cui permanenza durò cinque anni e mezzo.
Dal 1º luglio 1995 al 3 gennaio 1996 allenò il Norwich City.
Dal 10 gennaio 1996 ha allenato il Leicester City con cui ha ottenuto una promozione in Premier League nel giugno 1996 ai playoffs (in cui ha eliminato lo Stoke City in semifinale e il Crystal Palace in finale) vinto due coppe e di lega (e perso una finale della stessa coppa) e disputato quindi la Coppa UEFA. Ha lasciato le Foxes il 1º giugno 2000 dopo 5 anni di ottimo livello.
Dal 1º giugno 2000 al 1º luglio 2005 è stato il tecnico del Celtic tra l'altro, portandolo nel 2003 in finale di Coppa UEFA contro il Porto di José Mourinho. Con il club scozzese ha anche messo in difficoltà squadre di alto livello dell'epoca come la Juventus.
Poi è passato all'Aston Villa il 4 agosto 2006 con cui ha conseguito degli ottimi risultati. Il 10 agosto 2010 rassegna le dimissioni da allenatore del club a causa di divergenze insanabili con la proprietà (oltre ad aver fallito l'accesso all'Europa League per secondo anno di fila contro la stessa squadra, ovvero il Rapid Vienna). Ha conseguito con la società di Birmingham tre sesti posti consecutivi nelle ultime stagioni, e ha giocato la finale di Coppa di Lega inglese nel 2010 persa 2-1 contro il Manchester United di Alex Ferguson, oltre che risultati di spicco anche in gare singole contro le big della Premier nei vari campionati in cui ha seduto sulla panchina dei Villains.
Il 2 agosto 2011 viene ingaggiato dal Sunderland con un ingaggio da 2,5 milioni di euro. Tra l'altro il Sunderland (così come il Celtic da lui allenato in passato) è stato il team per cui ha tifato durante la sua infanzia. A fine anno salva il club facendolo arrivare 13º in classifica, ma l'anno successivo viene esonerato il 30 gennaio 2013 e rimpiazzato da Paolo Di Canio con il club 16º in classifica.
Il 5 novembre 2013 anno assume la guida della Nazionale irlandese divenendo così il terzo allenatore straniero nella storia dei Greens dopo Jack Charlton e il suo predecessore Giovanni Trapattoni (oltre che il primo nordirlandese), con l'ex stella irlandese Roy Keane come vice. Da allenatore dell'Irlanda nelle qualificazioni consegue il terzo posto dietro alla Germania (con cui ha sorprendentemente pareggiato per 1-1 in trasferta e vinto per 1-0 in casa) e alla Polonia, qualificandosi così ai play-off. Nello spareggio la squadra parte dalla seconda fascia, andando a pescare la Bosnia-Erzegovina testa di serie. Con i bosniaci i verdi pareggiano per 1-1 in l'andata a Zenica per poi vincere il ritorno per 2-0 qualificandosi così a Euro 2016. Con la squadra raggiunge insieme per la prima volta gli ottavi di finale durante Euro 2016 battendo l'Italia il 22 giugno per 1-0, dimostrandosi una delle migliori terze del torneo (arrivando dietro alla stessa Italia e al Belgio e davanti alla Svezia), ma il sogno finisce contro la Francia padrona di casa, che si impone per 2-1 sugli irlandesi.
Per le qualificazioni ai Mondiali 2018 l'Irlanda si ritrova in un gruppo ostico con Serbia, Galles e Austria (oltre alle cenerentole Georgia e Moldavia); i verdi riescono ad arrivare secondi avendo totalizzato 4 punti con Galles, Austria e Moldavia, 6 con la Georgia e 1 con la Serbia (unica squadra contro cui hanno perso), con un bilancio migliore in trasferta che in casa visto che fuori casa l'Irlanda ha totalizzato 11 dei suoi 19 punti, ottenendo il secondo posto all'ultimo turno vincendo per 1-0 in trasferta contro il Galles il 9 ottobre 2017. Tuttavia nello spareggio l'Irlanda (ancora una volta in seconda fascia) pareggia per 0-0 l'andata in trasferta contro la Danimarca, ma al ritorno (dopo essere passata in vantaggio per 1-0 con goal di Shane Duffy) la squadra perde clamorosamente per 1-5 a Dublino. Nonostante le critiche ricevute dopo la disfatta, non si è dimesso, salvo poi rimandare la decisione di un anno al 21 novembre 2018 (in quell'occasione si era dimesso anche il suo vice Roy Keane) a seguito di una disastrosa Nations League in cui l'Irlanda era arrivata dietro a Galles e Danimarca con 2 punti totalizzati (entrambi ottenuti con 0-0 contro i danesi sia in trasferta che in casa) retrocedendo in Lega C.
Il 15 gennaio 2019 viene assunto come nuovo allenatore del Nottingham Forest in sostituzione del dimissionario Aitor Karanka, andando ad allenare per la seconda volta (dopo il Norwich City) un club in cui ha militato da calciatore, che è stato importante per i successi del club tra gli anni '70 e '80. A fine anno, nonostante il nono posto conseguito, viene esonerato dal club a seguito di dissidi con alcuni giocatori.

## Statistiche

### Giocatore

#### Cronologia presenze e reti in nazionale
| Cronologia completa delle presenze e delle reti in nazionale ― Irlanda del Nord | Cronologia completa delle presenze e delle reti in nazionale ― Irlanda del Nord | Cronologia completa delle presenze e delle reti in nazionale ― Irlanda del Nord | Cronologia completa delle presenze e delle reti in nazionale ― Irlanda del Nord | Cronologia completa delle presenze e delle reti in nazionale ― Irlanda del Nord | Cronologia completa delle presenze e delle reti in nazionale ― Irlanda del Nord | Cronologia completa delle presenze e delle reti in nazionale ― Irlanda del Nord | Cronologia completa delle presenze e delle reti in nazionale ― Irlanda del Nord |
| Data                                                                            | Città                                                                           | In casa                                                                         | Risultato                                                                       | Ospiti                                                                          | Competizione                                                                    | Reti                                                                            | Note                                                                            |
| ------------------------------------------------------------------------------- | ------------------------------------------------------------------------------- | ------------------------------------------------------------------------------- | ------------------------------------------------------------------------------- | ------------------------------------------------------------------------------- | ------------------------------------------------------------------------------- | ------------------------------------------------------------------------------- | ------------------------------------------------------------------------------- |
| 13-10-1971                                                                      | Belfast                                                                         | Irlanda del Nord                                                                | 1 – 1                                                                           | Unione Sovietica                                                                | Qual. Euro 1972                                                                 | -                                                                               | 46’                                                                             |
| 16-2-1972                                                                       | Belfast                                                                         | Irlanda del Nord                                                                | 1 – 1                                                                           | Spagna                                                                          | Qual. Euro 1972                                                                 | -                                                                               | 46’                                                                             |
| 27-5-1972                                                                       | Cardiff                                                                         | Galles                                                                          | 0 – 0                                                                           | Irlanda del Nord                                                                | Torneo Interbritannico 1972                                                     | -                                                                               | 70’                                                                             |
| 28-3-1973                                                                       | Coventry                                                                        | Irlanda del Nord                                                                | 1 – 1                                                                           | Portogallo                                                                      | Qual. Mondiali 1974                                                             | 1                                                                               |                                                                                 |
| 8-5-1973                                                                        | Londra                                                                          | Irlanda del Nord                                                                | 3 – 0                                                                           | Cipro                                                                           | Qual. Mondiali 1974                                                             | -                                                                               |                                                                                 |
| 12-5-1973                                                                       | Liverpool                                                                       | Inghilterra                                                                     | 2 – 1                                                                           | Irlanda del Nord                                                                | Torneo Interbritannico 1973                                                     | -                                                                               |                                                                                 |
| 16-5-1973                                                                       | Glasgow                                                                         | Scozia                                                                          | 1 – 2                                                                           | Irlanda del Nord                                                                | Torneo Interbritannico 1973                                                     | 1                                                                               |                                                                                 |
| 19-5-1973                                                                       | Liverpool                                                                       | Irlanda del Nord                                                                | 1 – 0                                                                           | Galles                                                                          | Torneo Interbritannico 1973                                                     | -                                                                               |                                                                                 |
| 26-9-1973                                                                       | Sheffield                                                                       | Irlanda del Nord                                                                | 0 – 0                                                                           | Bulgaria                                                                        | Qual. Mondiali 1974                                                             | -                                                                               | 46’                                                                             |
| 14-11-1973                                                                      | Lisbona                                                                         | Portogallo                                                                      | 1 – 1                                                                           | Irlanda del Nord                                                                | Qual. Mondiali 1974                                                             | -                                                                               |                                                                                 |
| 15-5-1974                                                                       | Londra                                                                          | Inghilterra                                                                     | 1 – 0                                                                           | Irlanda del Nord                                                                | Torneo Interbritannico 1974                                                     | -                                                                               | 74’                                                                             |
| 18-5-1974                                                                       | Wrexham                                                                         | Galles                                                                          | 1 – 0                                                                           | Irlanda del Nord                                                                | Torneo Interbritannico 1974                                                     | -                                                                               |                                                                                 |
| 30-10-1974                                                                      | Solna                                                                           | Svezia                                                                          | 0 – 2                                                                           | Irlanda del Nord                                                                | Amichevole                                                                      | 1                                                                               |                                                                                 |
| 16-4-1975                                                                       | Belfast                                                                         | Irlanda del Nord                                                                | 1 – 0                                                                           | Jugoslavia                                                                      | Qual. Euro 1976                                                                 | -                                                                               |                                                                                 |
| 17-5-1975                                                                       | Belfast                                                                         | Irlanda del Nord                                                                | 0 – 0                                                                           | Inghilterra                                                                     | Torneo Interbritannico 1975                                                     | -                                                                               |                                                                                 |
| 20-5-1975                                                                       | Glasgow                                                                         | Scozia                                                                          | 3 – 0                                                                           | Irlanda del Nord                                                                | Amichevole                                                                      | -                                                                               | 87’                                                                             |
| 19-11-1975                                                                      | Belgrado                                                                        | Jugoslavia                                                                      | 1 – 0                                                                           | Irlanda del Nord                                                                | Qual. Euro 1976                                                                 | -                                                                               | 31’                                                                             |
| 28-5-1977                                                                       | Belfast                                                                         | Irlanda del Nord                                                                | 1 – 2                                                                           | Inghilterra                                                                     | Torneo Interbritannico 1977                                                     | -                                                                               | 37’                                                                             |
| 1-6-1977                                                                        | Glasgow                                                                         | Scozia                                                                          | 3 – 0                                                                           | Irlanda del Nord                                                                | Torneo Interbritannico 1977                                                     | -                                                                               | 56’                                                                             |
| 21-9-1977                                                                       | Belfast                                                                         | Irlanda del Nord                                                                | 2 – 0                                                                           | Islanda                                                                         | Qual. Mondiali 1978                                                             | -                                                                               |                                                                                 |
| 12-10-1977                                                                      | Belfast                                                                         | Irlanda del Nord                                                                | 0 – 1                                                                           | Paesi Bassi                                                                     | Qual. Mondiali 1978                                                             | -                                                                               |                                                                                 |
| 13-5-1978                                                                       | Glasgow                                                                         | Scozia                                                                          | 1 – 1                                                                           | Irlanda del Nord                                                                | Torneo Interbritannico 1978                                                     | 1                                                                               |                                                                                 |
| 16-5-1978                                                                       | Londra                                                                          | Inghilterra                                                                     | 1 – 0                                                                           | Irlanda del Nord                                                                | Torneo Interbritannico 1978                                                     | -                                                                               |                                                                                 |
| 19-5-1978                                                                       | Wrexham                                                                         | Galles                                                                          | 1 – 0                                                                           | Irlanda del Nord                                                                | Torneo Interbritannico 1978                                                     | -                                                                               |                                                                                 |
| 20-9-1978                                                                       | Dublino                                                                         | Irlanda                                                                         | 0 – 0                                                                           | Irlanda del Nord                                                                | Qual. Euro 1980                                                                 | -                                                                               |                                                                                 |
| 25-10-1978                                                                      | Belfast                                                                         | Irlanda del Nord                                                                | 2 – 1                                                                           | Danimarca                                                                       | Qual. Euro 1980                                                                 | -                                                                               |                                                                                 |
| 29-11-1978                                                                      | Sofia                                                                           | Bulgaria                                                                        | 0 – 2                                                                           | Irlanda del Nord                                                                | Qual. Euro 1980                                                                 | -                                                                               |                                                                                 |
| 7-2-1979                                                                        | Londra                                                                          | Inghilterra                                                                     | 4 – 0                                                                           | Irlanda del Nord                                                                | Qual. Euro 1980                                                                 | -                                                                               |                                                                                 |
| 2-5-1979                                                                        | Belfast                                                                         | Irlanda del Nord                                                                | 2 – 0                                                                           | Bulgaria                                                                        | Qual. Euro 1980                                                                 | -                                                                               |                                                                                 |
| 6-6-1979                                                                        | Copenaghen                                                                      | Danimarca                                                                       | 4 – 0                                                                           | Irlanda del Nord                                                                | Qual. Euro 1980                                                                 | -                                                                               | 65’                                                                             |
| 21-11-1979                                                                      | Belfast                                                                         | Irlanda del Nord                                                                | 1 – 0                                                                           | Irlanda                                                                         | Qual. Euro 1980                                                                 | -                                                                               | 66’                                                                             |
| 26-3-1980                                                                       | Ramat Gan                                                                       | Israele                                                                         | 1 – 1                                                                           | Irlanda del Nord                                                                | Qual. Mondiali 1982                                                             | -                                                                               | cap.                                                                            |
| 11-6-1980                                                                       | Sydney                                                                          | Australia                                                                       | 1 – 2                                                                           | Irlanda del Nord                                                                | Amichevole                                                                      | -                                                                               | cap.                                                                            |
| 15-6-1980                                                                       | Melbourne                                                                       | Australia                                                                       | 1 – 1                                                                           | Irlanda del Nord                                                                | Amichevole                                                                      | 1                                                                               | cap.                                                                            |
| 18-6-1980                                                                       | Adelaide                                                                        | Australia                                                                       | 1 – 2                                                                           | Irlanda del Nord                                                                | Amichevole                                                                      | -                                                                               | cap.                                                                            |
| 15-10-1980                                                                      | Belfast                                                                         | Irlanda del Nord                                                                | 3 – 0                                                                           | Svezia                                                                          | Amichevole                                                                      | -                                                                               | cap.                                                                            |
| 19-11-1980                                                                      | Lisbona                                                                         | Portogallo                                                                      | 1 – 0                                                                           | Irlanda del Nord                                                                | Qual. Mondiali 1982                                                             | -                                                                               | cap.                                                                            |
| 29-4-1981                                                                       | Belfast                                                                         | Irlanda del Nord                                                                | 1 – 0                                                                           | Portogallo                                                                      | Qual. Mondiali 1982                                                             | -                                                                               | cap.                                                                            |
| 19-5-1981                                                                       | Glasgow                                                                         | Scozia                                                                          | 2 – 0                                                                           | Irlanda del Nord                                                                | Torneo Interbritannico 1981                                                     | -                                                                               | cap.                                                                            |
| 3-6-1981                                                                        | Solna                                                                           | Svezia                                                                          | 1 – 0                                                                           | Irlanda del Nord                                                                | Qual. Mondiali 1982                                                             | -                                                                               | cap.                                                                            |
| 14-10-1981                                                                      | Belfast                                                                         | Irlanda del Nord                                                                | 0 – 0                                                                           | Scozia                                                                          | Qual. Mondiali 1982                                                             | -                                                                               | cap.                                                                            |
| 23-2-1982                                                                       | Liverpool                                                                       | Inghilterra                                                                     | 4 – 0                                                                           | Irlanda del Nord                                                                | Amichevole                                                                      | -                                                                               | cap. 77’                                                                        |
| 24-3-1982                                                                       | Parigi                                                                          | Francia                                                                         | 4 – 0                                                                           | Irlanda del Nord                                                                | Amichevole                                                                      | -                                                                               | Cap.                                                                            |
| 28-4-1982                                                                       | Belfast                                                                         | Irlanda del Nord                                                                | 1 – 1                                                                           | Scozia                                                                          | Torneo Interbritannico 1982                                                     | -                                                                               | Cap.                                                                            |
| 17-6-1982                                                                       | Saragozza                                                                       | Irlanda del Nord                                                                | 0 – 0                                                                           | Jugoslavia                                                                      | Mondiali 1982 - 1º turno                                                        | -                                                                               | cap.                                                                            |
| 21-6-1982                                                                       | Saragozza                                                                       | Honduras                                                                        | 1 – 1                                                                           | Irlanda del Nord                                                                | Mondiali 1982 - 1º turno                                                        | -                                                                               | cap. 77’                                                                        |
| 25-6-1982                                                                       | Valencia                                                                        | Spagna                                                                          | 0 – 1                                                                           | Irlanda del Nord                                                                | Mondiali 1982 - 1º turno                                                        | -                                                                               | Cap.                                                                            |
| 1-7-1982                                                                        | Madrid                                                                          | Austria                                                                         | 2 – 2                                                                           | Irlanda del Nord                                                                | Mondiali 1982 - 2º turno                                                        | -                                                                               | cap.                                                                            |
| 4-7-1982                                                                        | Madrid                                                                          | Francia                                                                         | 4 – 1                                                                           | Irlanda del Nord                                                                | Mondiali 1982 - 2º turno                                                        | -                                                                               | cap.                                                                            |
| 13-10-1982                                                                      | Vienna                                                                          | Austria                                                                         | 2 – 0                                                                           | Irlanda del Nord                                                                | Qual. Euro 1984                                                                 | -                                                                               | cap.                                                                            |
| 17-11-1982                                                                      | Belfast                                                                         | Irlanda del Nord                                                                | 1 – 0                                                                           | Germania Ovest                                                                  | Qual. Euro 1984                                                                 | -                                                                               | cap.                                                                            |
| 15-12-1982                                                                      | Tirana                                                                          | Albania                                                                         | 0 – 0                                                                           | Irlanda del Nord                                                                | Qual. Euro 1984                                                                 | -                                                                               | cap.                                                                            |
| 30-3-1983                                                                       | Belfast                                                                         | Irlanda del Nord                                                                | 2 – 1                                                                           | Turchia                                                                         | Qual. Euro 1984                                                                 | 1                                                                               | cap.                                                                            |
| 27-4-1983                                                                       | Belfast                                                                         | Irlanda del Nord                                                                | 1 – 0                                                                           | Albania                                                                         | Qual. Euro 1984                                                                 | -                                                                               | cap.                                                                            |
| 24-5-1983                                                                       | Glasgow                                                                         | Scozia                                                                          | 0 – 0                                                                           | Irlanda del Nord                                                                | Torneo Interbritannico 1983                                                     | -                                                                               | cap.                                                                            |
| 28-5-1983                                                                       | Belfast                                                                         | Irlanda del Nord                                                                | 0 – 0                                                                           | Inghilterra                                                                     | Torneo Interbritannico 1983                                                     | -                                                                               | cap.                                                                            |
| 21-9-1983                                                                       | Belfast                                                                         | Irlanda del Nord                                                                | 3 – 1                                                                           | Austria                                                                         | Qual. Euro 1984                                                                 | 1                                                                               | cap.                                                                            |
| 12-10-1983                                                                      | Ankara                                                                          | Turchia                                                                         | 1 – 0                                                                           | Irlanda del Nord                                                                | Qual. Euro 1984                                                                 | -                                                                               | cap.                                                                            |
| 16-11-1983                                                                      | Amburgo                                                                         | Germania Ovest                                                                  | 0 – 1                                                                           | Irlanda del Nord                                                                | Qual. Euro 1984                                                                 | -                                                                               | cap.                                                                            |
| 4-4-1984                                                                        | Londra                                                                          | Inghilterra                                                                     | 1 – 0                                                                           | Irlanda del Nord                                                                | Torneo Interbritannico 1984                                                     | -                                                                               | cap.                                                                            |
| 22-5-1984                                                                       | Swansea                                                                         | Galles                                                                          | 1 – 1                                                                           | Irlanda del Nord                                                                | Torneo Interbritannico 1984                                                     | -                                                                               | cap.                                                                            |
| 27-5-1984                                                                       | Pori                                                                            | Finlandia                                                                       | 1 – 0                                                                           | Irlanda del Nord                                                                | Qual. Mondiali 1986                                                             | -                                                                               | cap.                                                                            |
| 12-9-1984                                                                       | Belfast                                                                         | Irlanda del Nord                                                                | 3 – 2                                                                           | Romania                                                                         | Qual. Mondiali 1986                                                             | 1                                                                               | cap.                                                                            |
| 14-11-1984                                                                      | Belfast                                                                         | Irlanda del Nord                                                                | 2 – 1                                                                           | Finlandia                                                                       | Qual. Mondiali 1986                                                             | -                                                                               | cap.                                                                            |
| Totale                                                                          |                                                                                 | Presenze                                                                        | 64                                                                              |                                                                                 | Reti                                                                            | 8                                                                               |                                                                                 |

### Allenatore

#### Club
Statistiche aggiornate al 29 agosto 2022; in grassetto le competizioni vinte.
| Stagione              | Squadra               | Campionato            | Campionato | Campionato | Campionato | Campionato | Coppe nazionali | Coppe nazionali | Coppe nazionali | Coppe nazionali | Coppe nazionali | Coppe continentali | Coppe continentali | Coppe continentali | Coppe continentali | Coppe continentali | Altre coppe | Altre coppe | Altre coppe | Altre coppe | Altre coppe | Totale | Totale | Totale | Totale | % Vittorie | Piazzamento |
| Stagione              | Squadra               | Comp                  | G          | V          | N          | P          | Comp            | G               | V               | N               | P               | Comp               | G                  | V                  | N                  | P                  | Comp        | G           | V           | N           | P           | G      | V      | N      | P      | %          | Piazzamento |
| --------------------- | --------------------- | --------------------- | ---------- | ---------- | ---------- | ---------- | --------------- | --------------- | --------------- | --------------- | --------------- | ------------------ | ------------------ | ------------------ | ------------------ | ------------------ | ----------- | ----------- | ----------- | ----------- | ----------- | ------ | ------ | ------ | ------ | ---------- | ----------- |
| gen.-giu. 1990        | Wycombe               | NL                    | ?          | ?          | ?          | ?          | FACup           | ?               | ?               | ?               | ?               | -                  | -                  | -                  | -                  | -                  | FAT         | ?           | ?           | ?           | ?           | 0      | 0      | 0      | 0      | —          | 10º         |
| 1990-1991             | Wycombe               | NL                    | 42         | 21         | 11         | 10         | FACup           | 4               | 1               | 2               | 1               | -                  | -                  | -                  | -                  | -                  | FAT         | 7           | 7           | 0           | 0           | 53     | 29     | 13     | 11     | 54,72      | 5º          |
| 1991-1992             | Wycombe               | NL                    | 42         | 30         | 4          | 8          | FACup           | 2               | 0               | 1               | 1               | -                  | -                  | -                  | -                  | -                  | FAT         | 5           | 3           | 1           | 1           | 49     | 33     | 6      | 10     | 67,35      | 2º          |
| 1992-1993             | Wycombe               | NL                    | 42         | 24         | 11         | 7          | FACup           | 3               | 1               | 1               | 1               | -                  | -                  | -                  | -                  | -                  | FAT         | 8           | 7           | 1           | 0           | 53     | 32     | 13     | 8      | 60,38      | 1º          |
| 1993-1994             | Wycombe               | TD                    | 42+3       | 19+3       | 13+0       | 10+0       | FACup+CdL       | 3+4             | 2+3             | 0+0             | 1+1             | -                  | -                  | -                  | -                  | -                  | -           | -           | -           | -           | -           | 52     | 27     | 13     | 12     | 51,92      | 4º          |
| 1994-1995             | Wycombe               | SD                    | 46         | 21         | 15         | 10         | FACup+CdL       | 3+2             | 2+0             | 0+0             | 1+2             | -                  | -                  | -                  | -                  | -                  | -           | -           | -           | -           | -           | 51     | 23     | 15     | 13     | 45,10      | 6º          |
| Totale Wycombe        | Totale Wycombe        | Totale Wycombe        | 214+3      | 115+3      | 54+0       | 45+0       |                 | 21              | 9               | 4               | 8               |                    | -                  | -                  | -                  | -                  |             | 20          | 17          | 2           | 1           | 258    | 144    | 60     | 54     | 55,81      |             |
| 1995-gen. 1996        | Norwich City          | FD                    | 22         | 9          | 7          | 6          | FACup+CdL       | 0+5             | 3               | 2               | 0               | -                  | -                  | -                  | -                  | -                  | -           | -           | -           | -           | -           | 27     | 12     | 9      | 6      | 44,44      | Esonerato   |
| gen.-giu. 1996        | Leicester City        | FD                    | 24+3       | 9+1        | 8+2        | 7+0        | FACup+CdL       | 2+0             | 0               | 1               | 1               | -                  | -                  | -                  | -                  | -                  | -           | -           | -           | -           | -           | 29     | 10     | 11     | 8      | 34,48      | 5º          |
| 1996-1997             | Leicester City        | PL                    | 38         | 12         | 11         | 15         | FACup+CdL       | 4+10            | 2+5             | 2+5             | 0+0             | -                  | -                  | -                  | -                  | -                  | -           | -           | -           | -           | -           | 52     | 19     | 18     | 15     | 36,54      | 9º          |
| 1997-1998             | Leicester City        | PL                    | 38         | 13         | 14         | 11         | FACup+CdL       | 2+1             | 1+0             | 0+0             | 1+1             | CU                 | 2                  | 0                  | 0                  | 2                  | -           | -           | -           | -           | -           | 43     | 14     | 14     | 15     | 32,56      | 10º         |
| 1998-1999             | Leicester City        | PL                    | 38         | 12         | 13         | 13         | FACup+CdL       | 2+8             | 1+6             | 0+1             | 1+1             | -                  | -                  | -                  | -                  | -                  | -           | -           | -           | -           | -           | 48     | 19     | 14     | 15     | 39,58      | 10º         |
| 1999-2000             | Leicester City        | PL                    | 38         | 16         | 7          | 15         | FACup+CdL       | 5+8             | 0+4             | 4+4             | 1+0             | -                  | -                  | -                  | -                  | -                  | -           | -           | -           | -           | -           | 51     | 20     | 15     | 16     | 39,22      | 8º          |
| Totale Leicester City | Totale Leicester City | Totale Leicester City | 176+3      | 62+1       | 53+2       | 61+0       |                 | 47              | 22              | 19              | 6               |                    | 2                  | 0                  | 0                  | 2                  |             | -           | -           | -           | -           | 228    | 85     | 74     | 69     | 37,28      |             |
| 2000-2001             | Celtic                | SPL                   | 38         | 31         | 4          | 3          | SC+CdL          | 6+4             | 5+3             | 1+1             | 0+0             | CU                 | 6                  | 3                  | 2                  | 1                  | -           | -           | -           | -           | -           | 54     | 42     | 8      | 4      | 77,78      | 1º          |
| 2001-2002             | Celtic                | SPL                   | 38         | 33         | 4          | 1          | SC+CdL          | 5+3             | 4+2             | 0+1             | 1+0             | UCL+CU             | 7+2                | 3+1                | 0+0                | 1+1                | -           | -           | -           | -           | -           | 52     | 43     | 5      | 4      | 82,69      | 1º          |
| 2002-2003             | Celtic                | SPL                   | 38         | 31         | 4          | 3          | SC+CdL          | 3+4             | 2+2             | 0+1             | 1+1             | UCL+CU             | 2+13               | 1+8                | 0+3                | 1+2                | -           | -           | -           | -           | -           | 60     | 44     | 8      | 8      | 73,33      | 2º          |
| 2003-2004             | Celtic                | SPL                   | 38         | 31         | 5          | 2          | SC+CdL          | 5+2             | 5+1             | 0+0             | 0+1             | UCL+CU             | 10+6               | 6+2                | 1+2                | 3+2                | -           | -           | -           | -           | -           | 61     | 45     | 8      | 8      | 73,77      | 1º          |
| 2004-2005             | Celtic                | SPL                   | 38         | 30         | 2          | 6          | SC+CdL          | 5+2             | 5+1             | 0+1             | 0+0             | UCL                | 6                  | 1                  | 2                  | 3                  | -           | -           | -           | -           | -           | 51     | 37     | 5      | 9      | 72,55      | 2º          |
| Totale Celtic         | Totale Celtic         | Totale Celtic         | 190        | 156        | 19         | 15         |                 | 39              | 30              | 5               | 4               |                    | 49                 | 25                 | 10                 | 14                 |             | -           | -           | -           | -           | 278    | 211    | 34     | 33     | 75,90      |             |
| 2006-2007             | Aston Villa           | PL                    | 38         | 11         | 17         | 10         | FACup+CdL       | 1+3             | 0+1             | 0+1             | 1+1             | -                  | -                  | -                  | -                  | -                  | -           | -           | -           | -           | -           | 42     | 12     | 18     | 12     | 28,57      | 11º         |
| 2007-2008             | Aston Villa           | PL                    | 38         | 16         | 12         | 10         | FACup+CdL       | 1+2             | 0+1             | 0+0             | 1+1             | -                  | -                  | -                  | -                  | -                  | -           | -           | -           | -           | -           | 41     | 17     | 12     | 12     | 41,46      | 6º          |
| 2008-2009             | Aston Villa           | PL                    | 38         | 17         | 11         | 10         | FACup+CdL       | 4+1             | 2+0             | 1+0             | 1+1             | Int+CU             | 2+10               | 1+4                | 1+3                | 0+3                | -           | -           | -           | -           | -           | 55     | 24     | 16     | 15     | 43,64      | 6º          |
| 2009-2010             | Aston Villa           | PL                    | 38         | 17         | 13         | 8          | FACup+CdL       | 6+6             | 4+4             | 1+1             | 1+1             | UEL                | 2                  | 1                  | 0                  | 1                  | -           | -           | -           | -           | -           | 52     | 26     | 15     | 11     | 50,00      | 6º          |
| Totale Aston Villa    | Totale Aston Villa    | Totale Aston Villa    | 152        | 61         | 53         | 38         |                 | 24              | 12              | 4               | 8               |                    | 14                 | 6                  | 4                  | 4                  |             | -           | -           | -           | -           | 190    | 79     | 61     | 50     | 41,58      |             |
| 2011-2012             | Sunderland            | PL                    | 25         | 9          | 7          | 9          | FACup+CdL       | 6+0             | 2               | 3               | 1               | -                  | -                  | -                  | -                  | -                  | -           | -           | -           | -           | -           | 31     | 11     | 10     | 10     | 35,48      | 13º         |
| 2012-gen. 2013        | Sunderland            | PL                    | 31         | 7          | 10         | 14         | FACup+CdL       | 2+3             | 0+2             | 1+0             | 1+1             | -                  | -                  | -                  | -                  | -                  | -           | -           | -           | -           | -           | 36     | 9      | 11     | 16     | 25,00      | Esonerato   |
| Totale Sunderland     | Totale Sunderland     | Totale Sunderland     | 56         | 16         | 17         | 23         |                 | 11              | 4               | 4               | 3               |                    | -                  | -                  | -                  | -                  |             | -           | -           | -           | -           | 67     | 20     | 21     | 26     | 29,85      |             |
| gen.-giu. 2019        | Nottingham Forest     | FLC                   | 19         | 8          | 3          | 8          | FACup+CdL       | -               | -               | -               | -               | -                  | -                  | -                  | -                  | -                  | -           | -           | -           | -           | -           | 19     | 8      | 3      | 8      | 42,11      | 9º          |
| Totale carriera       | Totale carriera       | Totale carriera       | 835        | 431        | 208        | 196        |                 | 147             | 80              | 38              | 29              |                    | 65                 | 31                 | 14                 | 20                 |             | 20          | 17          | 2           | 1           | 1 067  | 559    | 262    | 246    | 52,39      |             |

#### Nazionale irlandese nel dettaglio
| Squadra | Naz                | dal             | all'             | Record | Record | Record | Record     | Record | Record | Record | Record |
| G       | V                  | N               | P                | GF     | GS     | DR     | % Vittorie |        |        |        |        |
| ------- | ------------------ | --------------- | ---------------- | ------ | ------ | ------ | ---------- | ------ | ------ | ------ | ------ |
| Irlanda | Irlanda (bandiera) | 5 novembre 2013 | 21 novembre 2018 | 55     | 19     | 20     | 16         | 68     | 56     | +12    | 34,55  |

| 2014                 | Irlanda        | Qual. Euro 2016               | 3° nel gruppo D, qualificato dopo i Play-Off    | 4  | 2  | 1  | 1  | 50,00 | 10 | 3  | +7  |
| 2015                 | Irlanda        | Qual. Euro 2016               | 3° nel gruppo D, qualificato dopo i Play-Off    | 6  | 3  | 2  | 1  | 50,00 | 9  | 3  | +6  |
| nov. 2015 (spareggi) | Irlanda        | Qual. Euro 2016               | 3° nel gruppo D, qualificato dopo i Play-Off    | 2  | 1  | 1  | 0  | 50,00 | 3  | 1  | +2  |
| giu.-lug. 2016       | Irlanda        | Euro 2016                     | Ottavi di finale                                | 4  | 1  | 1  | 2  | 25,00 | 3  | 6  | -3  |
| set.-nov. 2016       | Irlanda        | Qualificazioni Mondiale 2018  | 2° nel gruppo E, eliminato dopo i Play-Off      | 4  | 3  | 1  | 0  | 75,00 | 7  | 4  | +3  |
| 2017                 | Irlanda        | Qualificazioni Mondiale 2018  | 2° nel gruppo E, eliminato dopo i Play-Off      | 6  | 2  | 3  | 1  | 33,33 | 5  | 3  | +2  |
| nov. 2017 (spareggi) | Irlanda        | Qualificazioni Mondiale 2018  | 2° nel gruppo E, eliminato dopo i Play-Off      | 2  | 0  | 1  | 1  | &0,00 | 1  | 5  | -4  |
| 2018                 | Irlanda        | UEFA Nations League 2018-2019 | 3° nel gruppo 4 di Lega B, retrocesso in Lega C | 4  | 0  | 2  | 2  | &0,00 | 1  | 5  | -4  |
| Dal 2014 al 2018     | Irlanda        | Amichevoli                    |                                                 | 23 | 7  | 8  | 8  | 30,43 | 29 | 26 | +3  |
| Totale Irlanda       | Totale Irlanda | Totale Irlanda                | Totale Irlanda                                  | 55 | 19 | 20 | 16 | 34,55 | 68 | 56 | +12 |

##### Panchine da commissario tecnico della nazionale irlandese
| Cronologia completa delle presenze e delle reti in nazionale ― Irlanda | Cronologia completa delle presenze e delle reti in nazionale ― Irlanda | Cronologia completa delle presenze e delle reti in nazionale ― Irlanda | Cronologia completa delle presenze e delle reti in nazionale ― Irlanda | Cronologia completa delle presenze e delle reti in nazionale ― Irlanda | Cronologia completa delle presenze e delle reti in nazionale ― Irlanda | Cronologia completa delle presenze e delle reti in nazionale ― Irlanda | Cronologia completa delle presenze e delle reti in nazionale ― Irlanda |
| Data                                                                   | Città                                                                  | In casa                                                                | Risultato                                                              | Ospiti                                                                 | Competizione                                                           | Reti                                                                   | Note                                                                   |
| ---------------------------------------------------------------------- | ---------------------------------------------------------------------- | ---------------------------------------------------------------------- | ---------------------------------------------------------------------- | ---------------------------------------------------------------------- | ---------------------------------------------------------------------- | ---------------------------------------------------------------------- | ---------------------------------------------------------------------- |
| 15-11-2013                                                             | Dublino                                                                | Irlanda                                                                | 3 – 0                                                                  | Lettonia                                                               | Amichevole                                                             | Robbie Keane Aiden McGeady (rig.) Shane Long                           | Cap: R.Keane                                                           |
| 19-11-2013                                                             | Poznań                                                                 | Polonia                                                                | 0 – 0                                                                  | Irlanda                                                                | Amichevole                                                             | -                                                                      | Cap: J.Walters                                                         |
| 5-3-2014                                                               | Dublino                                                                | Irlanda                                                                | 1 – 2                                                                  | Serbia                                                                 | Amichevole                                                             | Shane Long                                                             | Cap: G.Whelan                                                          |
| 25-5-2014                                                              | Dublino                                                                | Irlanda                                                                | 1 – 2                                                                  | Turchia                                                                | Amichevole                                                             | Jonathan Walters                                                       | Cap: J.O'Shea                                                          |
| 31-5-2014                                                              | Londra                                                                 | Irlanda                                                                | 0 – 0                                                                  | Italia                                                                 | Amichevole                                                             | -                                                                      | Cap: J.O'Shea                                                          |
| 7-6-2014                                                               | Filadelfia                                                             | Costa Rica                                                             | 1 – 1                                                                  | Irlanda                                                                | Amichevole                                                             | Kevin Doyle                                                            | Cap: R.Keane                                                           |
| 11-6-2014                                                              | East Rutherford                                                        | Portogallo                                                             | 5 – 1                                                                  | Irlanda                                                                | Amichevole                                                             | James McClean                                                          | Cap: J.Walters                                                         |
| 3-9-2014                                                               | Dublino                                                                | Irlanda                                                                | 2 – 0                                                                  | Oman                                                                   | Amichevole                                                             | Kevin Doyle Alex Pearce                                                | Cap: R.Keogh                                                           |
| 7-9-2014                                                               | Tblisi                                                                 | Georgia                                                                | 1 – 2                                                                  | Irlanda                                                                | Qual. Euro 2016                                                        | 2 Aiden McGeady                                                        | Cap: R.Keane                                                           |
| 11-10-2014                                                             | Dublino                                                                | Irlanda                                                                | 7 – 0                                                                  | Gibilterra                                                             | Qual. Euro 2016                                                        | 3 Robbie Keane 1 (rig.) 2 James McClean autorete Wesley Hoolahan       | Cap: R.Keane                                                           |
| 14-10-2014                                                             | Gelsenkirchen                                                          | Germania                                                               | 1 – 1                                                                  | Irlanda                                                                | Qual. Euro 2016                                                        | John O'Shea                                                            | Cap: R.Keane                                                           |
| 14-11-2014                                                             | Edimburgo                                                              | Scozia                                                                 | 1 – 0                                                                  | Irlanda                                                                | Qual. Euro 2016                                                        | -                                                                      | Cap: J.O'Shea                                                          |
| 18-11-2014                                                             | Dublino                                                                | Irlanda                                                                | 4 – 1                                                                  | Stati Uniti                                                            | Amichevole                                                             | Anthony Pilkington 2 Robbie Brady James McClean                        | Cap: D.Meyler                                                          |
| 29-3-2015                                                              | Dublino                                                                | Irlanda                                                                | 1 – 1                                                                  | Polonia                                                                | Qual. Euro 2016                                                        | Shane Long                                                             | Cap: R.Keane                                                           |
| 7-6-2015                                                               | Dublino                                                                | Irlanda                                                                | 0 – 0                                                                  | Inghilterra                                                            | Amichevole                                                             | -                                                                      | Cap: J.O'Shea                                                          |
| 13-6-2015                                                              | Dublino                                                                | Irlanda                                                                | 1 – 1                                                                  | Scozia                                                                 | Qual. Euro 2016                                                        | Jonathan Walters                                                       | Cap: J.O'Shea                                                          |
| 4-9-2015                                                               | Faro                                                                   | Gibilterra                                                             | 0 – 4                                                                  | Irlanda                                                                | Qual. Euro 2016                                                        | Cyrus Christie 2 Robbie Keane 1 (rig.) Shane Long                      | Cap: R.Keane                                                           |
| 7-9-2015                                                               | Dublino                                                                | Irlanda                                                                | 1 – 0                                                                  | Georgia                                                                | Qual. Euro 2016                                                        | Jonathan Walters                                                       | Cap: R.Keane                                                           |
| 8-10-2015                                                              | Dublino                                                                | Irlanda                                                                | 1 – 0                                                                  | Germania                                                               | Qual. Euro 2016                                                        | Shane Long                                                             | Cap: J.O'Shea                                                          |
| 11-10-2015                                                             | Varsavia                                                               | Polonia                                                                | 2 – 1                                                                  | Irlanda                                                                | Qual. Euro 2016                                                        | Jonathan Walters (rig.)                                                | Cap: J.O'Shea                                                          |
| 13-11-2015                                                             | Zenica                                                                 | Bosnia ed Erzegovina                                                   | 1 – 1                                                                  | Irlanda                                                                | Qual. Euro 2016                                                        | Robbie Brady                                                           | Cap: G.Whelan                                                          |
| 16-11-2015                                                             | Dublino                                                                | Irlanda                                                                | 2 – 0                                                                  | Bosnia ed Erzegovina                                                   | Qual. Euro 2016                                                        | 2 Jonathan Walters 1 (rig.)                                            | Cap: G.Whelan                                                          |
| 25-3-2016                                                              | Dublino                                                                | Irlanda                                                                | 1 – 0                                                                  | Svizzera                                                               | Amichevole                                                             | Ciaran Clark                                                           | Cap: S.Coleman                                                         |
| 29-3-2016                                                              | Dublino                                                                | Irlanda                                                                | 2 – 2                                                                  | Slovacchia                                                             | Amichevole                                                             | Shane Long (rig.) James McClean (rig.)                                 | Cap: J.O'Shea                                                          |
| 27-5-2016                                                              | Dublino                                                                | Irlanda                                                                | 1 – 1                                                                  | Paesi Bassi                                                            | Amichevole                                                             | Shane Long                                                             | Cap: J.O'Shea                                                          |
| 31-5-2016                                                              | Cork                                                                   | Irlanda                                                                | 1 – 2                                                                  | Bielorussia                                                            | Amichevole                                                             | Stephen Ward                                                           | Cap: R.Keogh                                                           |
| 13-6-2016                                                              | Saint-Denis                                                            | Irlanda                                                                | 1 – 1                                                                  | Svezia                                                                 | Euro 2016 - 1º turno                                                   | Wesley Hoolahan                                                        | Cap: J.O'Shea                                                          |
| 18-6-2016                                                              | Bordeaux                                                               | Belgio                                                                 | 3 – 0                                                                  | Irlanda                                                                | Euro 2016 - 1º turno                                                   | -                                                                      | Cap: J.O'Shea                                                          |
| 22-6-2016                                                              | Villeneuve d'Ascq                                                      | Italia                                                                 | 0 – 1                                                                  | Irlanda                                                                | Euro 2016 - 1º turno                                                   | Robbie Brady                                                           | Cap: S.Coleman                                                         |
| 26-6-2016                                                              | Lione                                                                  | Francia                                                                | 2 – 1                                                                  | Irlanda                                                                | Euro 2016 - Ottavi di finale                                           | Robbie Brady (rig.)                                                    | Cap: S.Coleman                                                         |
| 31-8-2016                                                              | Dublino                                                                | Irlanda                                                                | 4 – 0                                                                  | Oman                                                                   | Amichevole                                                             | Robbie Brady Robbie Keane 2 Jonathan Walters                           | Cap: R.Keane                                                           |
| 5-9-2016                                                               | Belgrado                                                               | Serbia                                                                 | 2 – 2                                                                  | Irlanda                                                                | Qual. Mondiali 2018                                                    | Jeff Hendrick Daryl Murphy                                             | Cap: S.Coleman                                                         |
| 6-10-2016                                                              | Dublino                                                                | Irlanda                                                                | 1 – 0                                                                  | Georgia                                                                | Qual. Mondiali 2018                                                    | Seamus Coleman                                                         | Cap: S.Coleman                                                         |
| 9-10-2016                                                              | Chișinău                                                               | Moldavia                                                               | 1 – 3                                                                  | Irlanda                                                                | Qual. Mondiali 2018                                                    | Shane Long 2 James McClean                                             | Cap: S.Coleman                                                         |
| 12-11-2016                                                             | Vienna                                                                 | Austria                                                                | 0 – 1                                                                  | Irlanda                                                                | Qual. Mondiali 2018                                                    | James McClean                                                          | Cap: S.Coleman                                                         |
| 24-3-2017                                                              | Dublino                                                                | Irlanda                                                                | 0 – 0                                                                  | Galles                                                                 | Qual. Mondiali 2018                                                    | -                                                                      | Cap: S.Coleman                                                         |
| 28-3-2017                                                              | Dublino                                                                | Irlanda                                                                | 0 – 1                                                                  | Islanda                                                                | Amichevole                                                             | -                                                                      | Cap: R.Brady                                                           |
| 2-6-2017                                                               | East Rutherford                                                        | Messico                                                                | 3 – 1                                                                  | Irlanda                                                                | Amichevole                                                             | Stephen Gleeson                                                        | Cap: J.McClean                                                         |
| 4-6-2017                                                               | Dublino                                                                | Irlanda                                                                | 3 – 1                                                                  | Uruguay                                                                | Amichevole                                                             | Jonathan Walters Cyrus Christie James McClean                          | Cap: J.Walters                                                         |
| 11-6-2017                                                              | Dublino                                                                | Irlanda                                                                | 1 – 1                                                                  | Austria                                                                | Qual. Mondiali 2018                                                    | Jonathan Walters                                                       | Cap: G.Whelan                                                          |
| 2-9-2017                                                               | Tbilisi                                                                | Georgia                                                                | 1 – 1                                                                  | Irlanda                                                                | Qual. Mondiali 2018                                                    | Shane Duffy                                                            | Cap: G.Whelan                                                          |
| 5-9-2017                                                               | Dublino                                                                | Irlanda                                                                | 0 – 1                                                                  | Serbia                                                                 | Qual. Mondiali 2018                                                    | -                                                                      | Cap: J.Walters                                                         |
| 6-10-2017                                                              | Dublino                                                                | Irlanda                                                                | 2 – 0                                                                  | Moldavia                                                               | Qual. Mondiali 2018                                                    | 2 Daryl Murphy                                                         | Cap: D.Meyler                                                          |
| 9-10-2017                                                              | Cardiff                                                                | Galles                                                                 | 0 – 1                                                                  | Irlanda                                                                | Qual. Mondiali 2018                                                    | James McClean                                                          | Cap: D.Meyler                                                          |
| 11-11-2017                                                             | Copenaghen                                                             | Danimarca                                                              | 0 – 0                                                                  | Irlanda                                                                | Qual. Mondiali 2018                                                    | -                                                                      | Cap: C.Clark                                                           |
| 14-11-2017                                                             | Dublino                                                                | Irlanda                                                                | 1 – 5                                                                  | Danimarca                                                              | Qual. Mondiali 2018                                                    | Shane Duffy                                                            | Cap: D.Meyler                                                          |
| 23-3-2018                                                              | Adalia                                                                 | Turchia                                                                | 1 – 0                                                                  | Irlanda                                                                | Amichevole                                                             | -                                                                      | Cap: S.Coleman                                                         |
| 28-5-2018                                                              | Saint-Denis                                                            | Francia                                                                | 2 – 0                                                                  | Irlanda                                                                | Amichevole                                                             | -                                                                      | Cap: S.Coleman                                                         |
| 2-6-2018                                                               | Dublino                                                                | Irlanda                                                                | 2 – 1                                                                  | Stati Uniti                                                            | Amichevole                                                             | Graham Burke Alan Judge                                                | Cap: S.Coleman                                                         |
| 6-9-2018                                                               | Cardiff                                                                | Galles                                                                 | 4 – 1                                                                  | Irlanda                                                                | UEFA Nations League 2018-2019 - Lega B                                 | Shaun Williams                                                         | Cap: S.Coleman                                                         |
| 11-9-2018                                                              | Breslavia                                                              | Polonia                                                                | 1 – 1                                                                  | Irlanda                                                                | Amichevole                                                             | Aiden O'Brien                                                          | Cap: R.Keogh                                                           |
| 13-10-2018                                                             | Dublino                                                                | Irlanda                                                                | 0 – 0                                                                  | Danimarca                                                              | UEFA Nations League 2018-2019 - Lega B                                 | -                                                                      | Cap: R.Keogh                                                           |
| 16-10-2018                                                             | Dublino                                                                | Irlanda                                                                | 0 – 1                                                                  | Galles                                                                 | UEFA Nations League 2018-2019 - Lega B                                 | -                                                                      | Cap: R.Keogh                                                           |
| 15-11-2018                                                             | Dublino                                                                | Irlanda                                                                | 0 – 0                                                                  | Irlanda del Nord                                                       | Amichevole                                                             | -                                                                      | Cap: G.Whelan                                                          |
| 19-11-2018                                                             | Copenaghen                                                             | Danimarca                                                              | 0 – 0                                                                  | Irlanda                                                                | UEFA Nations League 2018-2019 - Lega B                                 | -                                                                      | Cap: S.Coleman                                                         |
| Totale                                                                 |                                                                        | Presenze                                                               | 55                                                                     |                                                                        | Reti                                                                   | 68                                                                     |                                                                        |

## Palmarès

### Calciatore
Competizioni Nazionali
- Campionato inglese: 1

Nottingham Forest: 1977-1978
- Coppa di Lega inglese: 2

Nottingham Forest: 1977-1978, 1978-1979
- Charity Shield: 1

Nottingham Forest: 1978
Competizioni Internazionali
- Coppa dei Campioni: 2

Nottingham Forest: 1978-1979, 1979-1980
- Supercoppa UEFA: 1

Nottingham Forest: 1979

### Allenatore

#### Competizioni nazionali
- FA Trophy: 2

Wycombe: 1990-1991, 1992-1993
- Football Conference: 1

Wycombe: 1992-1993
- Coppa di Lega inglese: 2

Leicester City: 1996-1997, 1999-2000
- Campionato scozzese: 3

Celtic: 2000-2001, 2001-2002, 2003-2004
- Coppa di Scozia: 3

Celtic: 2000-2001, 2003-2004, 2004-2005
- Coppa di Lega scozzese: 1

Celtic: 2000-2001